# Olbiogaster enderleini
Olbiogaster enderleini är en tvåvingeart som beskrevs av Edwards 1928. Olbiogaster enderleini ingår i släktet Olbiogaster och familjen fönstermyggor. Inga underarter finns listade i Catalogue of Life.